# Los York's
Los York's fue una banda de garage rock formado oficialmente en 1966, en el distrito del Rímac, en Lima. Fue una de las primeras bandas de garage beat  en Perú en tener un programa propio, como radio y televisión y una de las primeras en escribir sus propios temas en español.
Destacaron en la escena durante los últimos años de la década de 1960, tenían un estilo visceral y frenético, Pablo Luna vocalista de la banda, se movía de forma característica a ritmo de las canciones que vocalizaba. Rompía micrófonos, tachos de luz, bombas de neón, etc. Durante muchos sábados se presentaban al mediodía en el Canal América Televisión para participar en el show de Elena Cortez. De sus singles, el más conocido es "Abrázame Baby", el cual se ha convertido en un referente del garage peruano.

## Origen del nombre
La idea original de nombre del grupo fue ideada por Román Palacios y Pacho Aguilar cuando se conocen en 1964, ambos concuerdan en poner dicho nombre en honor a la ciudad de Nueva York, ya que les gustaba la música de esa parte de EE. UU.

## Historia

### Inicios

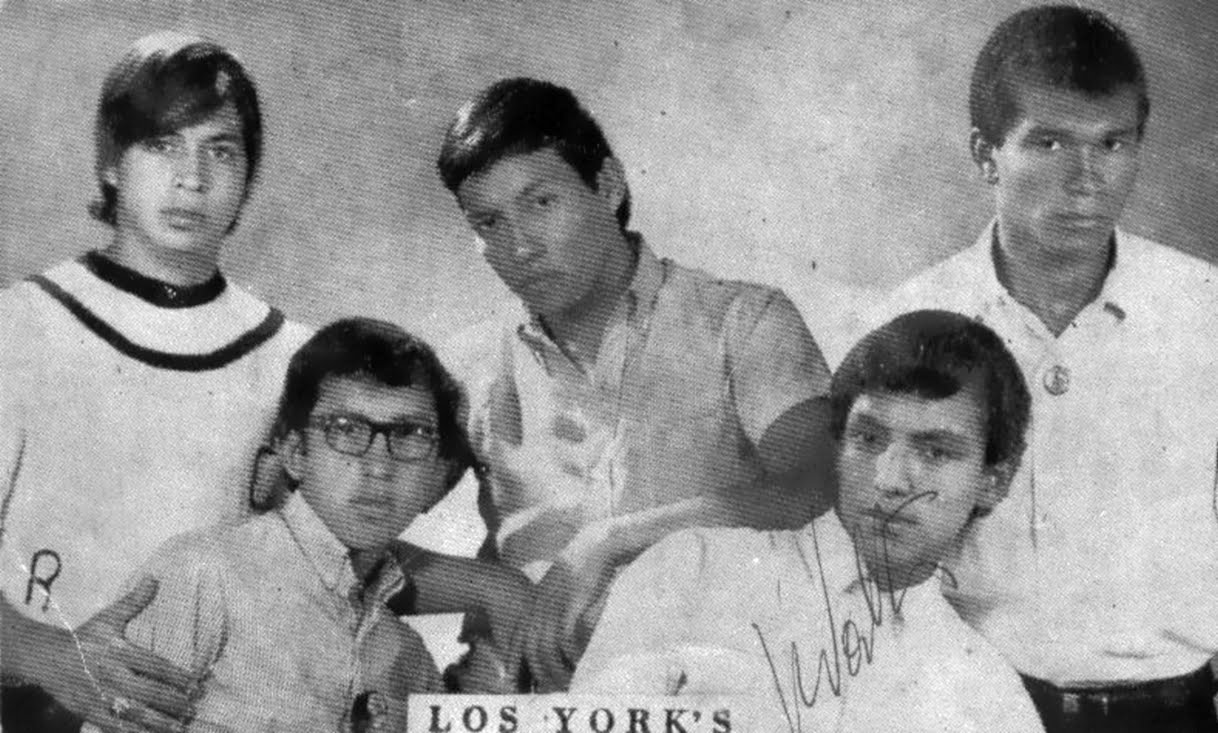
Los York's en sus inicios, hacia 1966.

La historia de la banda comienza cuando Román Palacios y Pacho Aguilar se conocen en 1964 y allí nace la idea de formar un grupo musical. Walter Paz se une al grupo aun siendo menor de edad. El grupo estaba casi conformado, pero faltando un vocalista, comienzan a audicionar uno.
En una matinal en el cine Tauro, se presentaba el grupo “Press”, en la cual cantaba Pablo Luna. Su electrizante actuación fue lo que llamó la atención a Román y Pacho, y fue así, que lo invitaron para que ensayara con ellos. Pablo aceptó.La banda era admiradora de Los Saicos y empezaron haciendo covers de ellos. El estilo de la banda era el Beat Psicodélico. Su primera grabación (un 45 rpm) se publicó en marzo de 1967. Después grabaron unas cuantas canciones (45 rpm).Una de las grabaciones, “Abrázame”, vendió más de 40,000 copias, caso inusual para la disquera MAG.
Posteriormente y temporalmente se retira Pablo Luna, lo reemplazó por ese breve lapso Enrique Palacios.
Ya con Pablo Luna de vuelta, la banda en 1967 edita su primer LP, “York´s 67” con la disquera MAG. Este es el disco con el cual saltan a la fama nacional. Las emisoras de ese tiempo programaban sus canciones permitieron que fueran aún más conocidos en lima y provincias. Para la grabación de este disco, participó Miguel Quiroz en reemplazo de Walter Paz. Miguel participó en la mayoría de canciones y en la segunda guitarra de otras canciones.
Debido a su fama, llegaron a tener un programa propio en la radio y también en la televisión. Este programa se titulaba “El show de Los York´s” en el canal 11.
En 1968 editan su segundo LP,”York´s 68”. Disco que los consolida en la escena roquera nacional.

### Conflicto entre discográficas
Debido a la fama obtenida, la disquera El Virrey les ofrece mejores condiciones para editar su nuevo LP. Luego de una dura querella con su antigua disquera "MAG", llegan a un acuerdo con  "El Virrey". Lastimosamente "MAG", no queriendo prescindir de los Yorks, edita las pistas ya grabadas con la voz de Pablo Villanueva (más conocido en el Perú como "Melcochita"; actor cómico y músico tropical) que también había tocado algunos instrumentos y participó en los coros en el primer LP del grupo.
Con algunos temas que ellos dejan grabados en MAG, la disquera edita el disco que sería titulado "Yorks 69", LP que la banda define como un disco apócrifo. A pesar de que muchos temas sí son tocados por los Yorks, "Melcochita" simplemente los vocaliza. Para los Yorks, los títulos que Pablo Villanueva pone a las canciones son "simplemente huachafos". Se refieren a títulos como "El Loco", "El Psicodélico", o "El Preso", temas que utilizan las grabaciones de los Yorks, y algunas otras de "los Teddys", cantados y titulados todos por "Melcochita". El resultado es desconcertante desde la portada, que muestra la misma foto de carátula del primer disco pero con algunos apurados retoques. Una rareza total que estriba entre lo esperpéntico y lo fascinante.

### Dictadura militar y separación de la banda
Luego de este incidente, los York´s terminan editando con su nueva disquera el que sería el último de sus LP: "York´s, Ritmo y Sentimiento", disco con temas como "Te Amo", "Fácil Baby", "w:Susie Q" entre otros. En la producción de este disco, escogieron una docena de temas que van de la nueva ola tradicional a la protesta.  Lastimosamente, terminan separándose en marzo de 1971 de mutuo acuerdo, cuando la banda gozaba de una gran popularidad.

## Discografía

### Álbumes de estudio
- Los York's 67 (MAG, 1967)
- Los York's 68 (MAG, 1968)
- Ritmo y Sentimiento (El Virrey, 1969)
- Los York's 69 (MAG, 1969)

### Singles & EPs
- Esperando / La Carta (MAG, 1967)
- Pensando Estoy / Rogarás (MAG, 1967)
- Abrázame / Cielo (Sunny) (MAG, 1967)
- Vete Al Infierno / Muy Fácil (MAG, 1967)
- El Batman Del Kayser / Enamorada De Un Amigo (MAG, 1967)
- Charo / Vallery (MAG, 1968)
- Ayer Tuve Un Sueño / Justo A Mi Gusto (MAG, 1968)
- Abrázame Baby / El Viaje (MAG, 1968)
- Te Amo / Solo Pido Amor (MAG, 1968)
- Pronto Un Doctor / No Puedo Amar (MAG, 1968)
- La Alegría De Tu Amor / Sé Que No Cambiarás (MAG, 1968)
- Solo Estoy / Mira Tú (MAG, 1968)
- Te Amo / Sussie "Q" (El Virrey, 1969)
- Sin Éxito / Mi Nena (El Virrey, 1969)
- Caminaremos / Egoísmo de la Gente (El Virrey, 1969)
- Insignia / Mi Mente En Ti (El Virrey, 1970)
- Lejos / Ya Bebí Gran Rato (El Virrey, 1974)

### Recopilatorios
- 14 Grandes Éxitos (Estudio Digital Guerrero, 1998)
- El Viaje: 1966-1974 (Munster Records, 2008)

### Videografía
- El Viaje: 1966-1974 (DVD) (Munster Records, 2008)[6]

## Integrantes (1966 - 1971)
- Pablo Luna (Voz) - Reemplazado por Enrique Palacios (1966-1967)
- Walter Paz (Guitarra líder) - Reemplazado por Miguel Quiróz (1967)
- Román Palacios (Guitarra rítmica)
- Pacho Aguilar (Batería)
- Jesús Vílchez (Bajo)

Músicos de apoyo: Pablo Villanueva "Melcochita" - Voz y coros (1969)